# Niccolò da Uzzano
Niccolò da Uzzano (* 1359 in Florenz; † 20. April 1431 ebenda) war ein italienischer Politiker in der mittelalterlichen Republik Florenz.

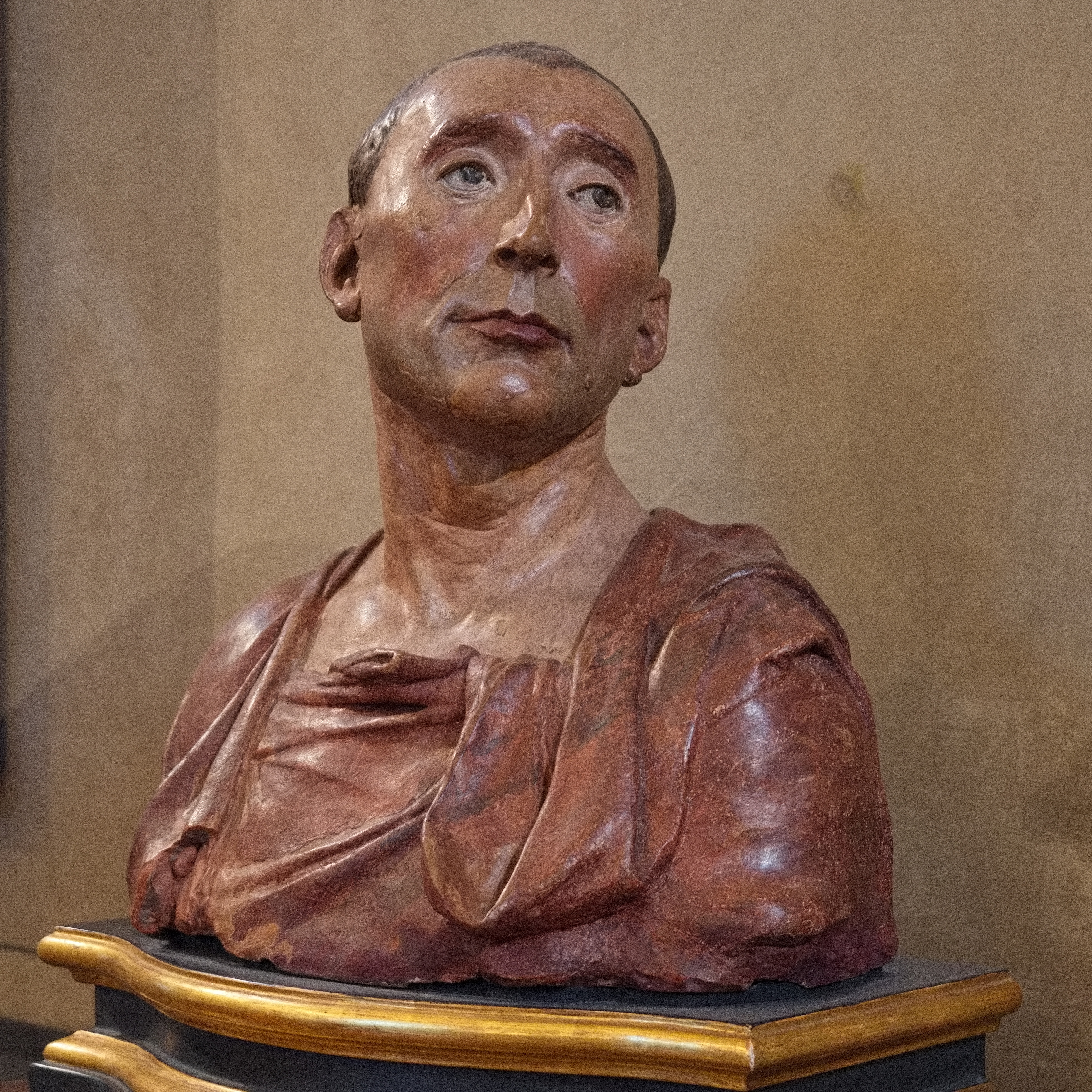
Niccoló Uzzano, polychrome Terrakottabüste von Desiderio da Settignano und Werkstatt, 1440–1455, Höhe 46 cm, Bargello, Florenz

## Leben
Uzzano stammt aus einer Familie, die ihren Namen vom Castello di Uzzano in Greve in Chianti herleitet. 1417 wurde er zum Gonfaloniere di Giustizia, dem De-jure-Staatsoberhaupt von Florenz gewählt. Während der Machtkämpfe der politischen Kräfte in Florenz zu Beginn des 15. Jahrhunderts zwischen der aristokratischen Partei unter den Albizzi und der Volkspartei, die von den aufstrebenden Medici beherrscht wurde, stellte er sich bis zu seinem Tode auf die Seite der Albizzi. Erst nach seinem Tod konnte Cosimo de’ Medici, der Ältere, den Rang des Gonfaloniere di Giustizia erringen.

## Bauwerke
Als Repräsentant der Tuchhändlerzunft war Uzzano ab 1424 mitverantwortlich für die Annahme der Konzeption und Ausführung der zweiten Tür Lorenzo Ghibertis für das Baptisterium, der sogenannten Paradiestür.
Um das Jahr 1426 beauftragte Uzzano Lorenzo di Bicci mit dem Entwurf und dem Bau des Palazzo Capponi delle Rovinate in Florenz. Von den von ihm in Florenz beauftragten und bezahlten Fresken und einem Altar in der Kirche Santa Lucia dei Magnoli sind heute keine Spuren mehr vorhanden.

## Terrakottabüste
Nach Uzzanos Tod beauftragte sein Nachlassverwalter den Bildhauer Desiderio da Settignano mit der Ausführung einer farblich angelegten Terrakottabüste, die von der Familie im Jahre 1881 an den Staat verkauft wurde und sich im Museo Nazionale del Bargello in Florenz befindet.